# Hayes (Moselle)
Pour les articles homonymes, voir Hayes.
Hayes est une commune française située dans le département de la Moselle, en Lorraine, dans la région administrative Grand Est.

## Géographie
|              | Vry        |                       |
|              | Hayes      | Charleville-sous-Bois |
| Sainte-Barbe | Les Étangs | Condé-Northen         |

### Hydrographie
La commune est située dans le bassin versant du Rhin au sein du bassin Rhin-Meuse. Elle est drainée par le ruisseau de Longuerieul, le Rupt a Lue et le ruisseau de Libaville.

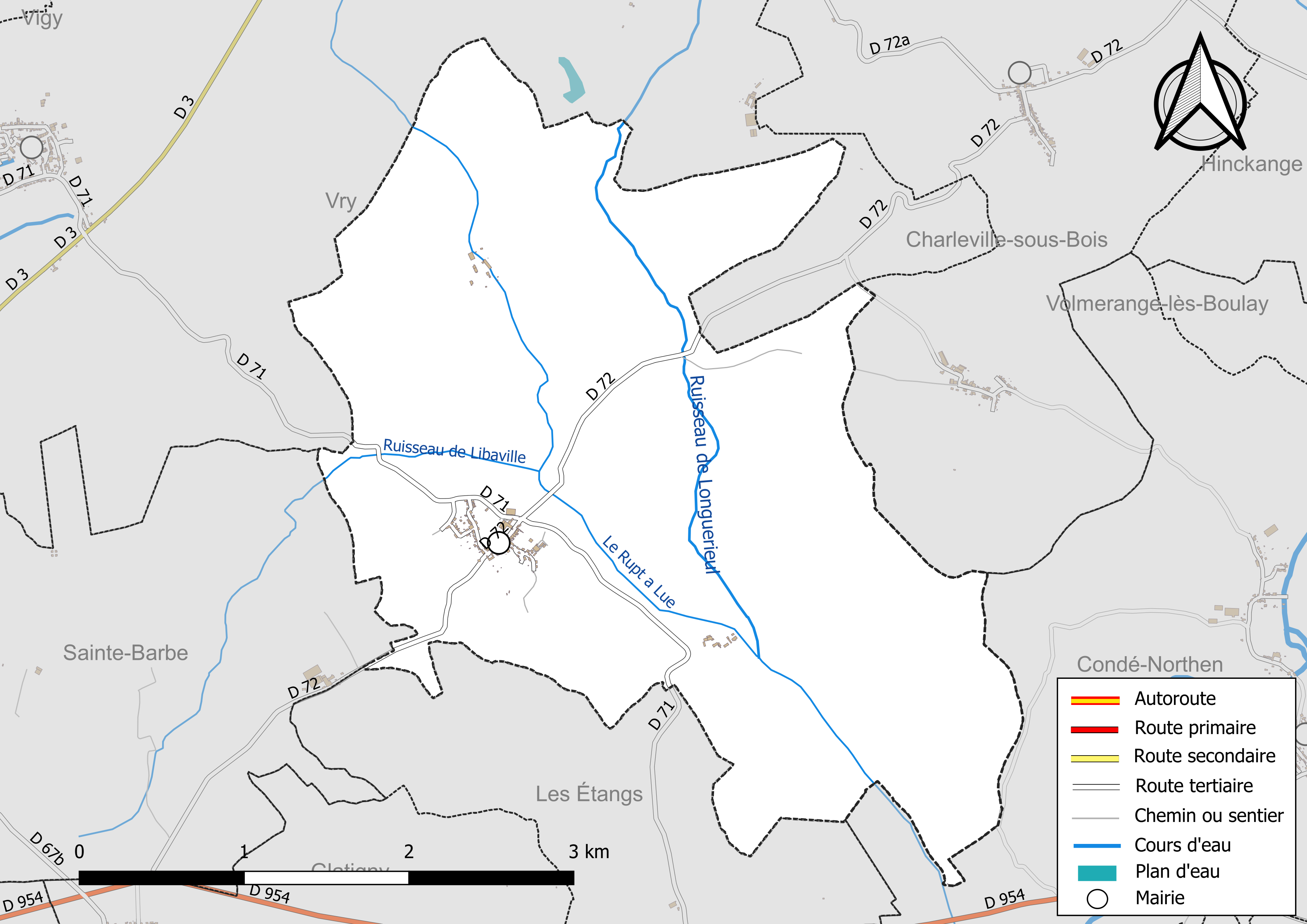
Réseaux hydrographique et routier d'Hayes.

### Climat
Pour des articles plus généraux, voir Climat du Grand Est et Climat de la Moselle.
En 2010, le climat de la commune est de type climat des marges montargnardes, selon une étude du Centre national de la recherche scientifique s'appuyant sur une série de données couvrant la période 1971-2000. En 2020, Météo-France publie une typologie des climats de la France métropolitaine dans laquelle la commune est exposée à un climat semi-continental et est dans la région climatique  Lorraine, plateau de Langres, Morvan, caractérisée par un hiver rude (1,5 °C), des vents modérés et des brouillards fréquents en automne et hiver. 
Pour la période 1971-2000, la température annuelle moyenne est de 9,7 °C, avec une amplitude thermique annuelle de 17 °C. Le cumul annuel moyen de précipitations est de 777 mm, avec 11,8 jours de précipitations en janvier et 9 jours en juillet. Pour la période 1991-2020, la température moyenne annuelle observée sur la station météorologique de Météo-France la plus proche, « Malancourt », sur la commune d'Amnéville à 19 km à vol d'oiseau, est de 10,2 °C et le cumul annuel moyen de précipitations est de 884,1 mm. 
La température maximale relevée sur cette station est de 39,3 °C, atteinte le 25 juillet 2019 ; la température minimale est de −17,9 °C, atteinte le 5 janvier 1985,,. 
Les paramètres climatiques de la commune ont été estimés pour le milieu du siècle (2041-2070) selon différents scénarios d'émission de gaz à effet de serre à partir des nouvelles projections climatiques de référence DRIAS-2020. Ils sont consultables sur un site dédié publié par Météo-France en novembre 2022.

## Urbanisme

### Typologie
Au 1er janvier 2024, Hayes est catégorisée commune rurale à habitat dispersé, selon la nouvelle grille communale de densité à sept niveaux définie par l'Insee en 2022.
Elle est située hors unité urbaine. Par ailleurs la commune fait partie de l'aire d'attraction de Metz, dont elle est une commune de la couronne,. Cette aire, qui regroupe 245 communes, est catégorisée dans les aires de 200 000 à moins de 700 000 habitants,.

### Occupation des sols
L'occupation des sols de la commune, telle qu'elle ressort de la base de données européenne d’occupation biophysique des sols Corine Land Cover (CLC), est marquée par l'importance des territoires agricoles (63,6 % en 2018), une proportion identique à celle de 1990 (63,6 %). La répartition détaillée en 2018 est la suivante : 
terres arables (36,6 %), forêts (36,4 %), prairies (24,9 %), zones agricoles hétérogènes (2,1 %). L'évolution de l’occupation des sols de la commune et de ses infrastructures peut être observée sur les différentes représentations cartographiques du territoire : la carte de Cassini (XVIIIe siècle), la carte d'état-major (1820-1866) et les cartes ou photos aériennes de l'IGN pour la période actuelle (1950 à aujourd'hui).

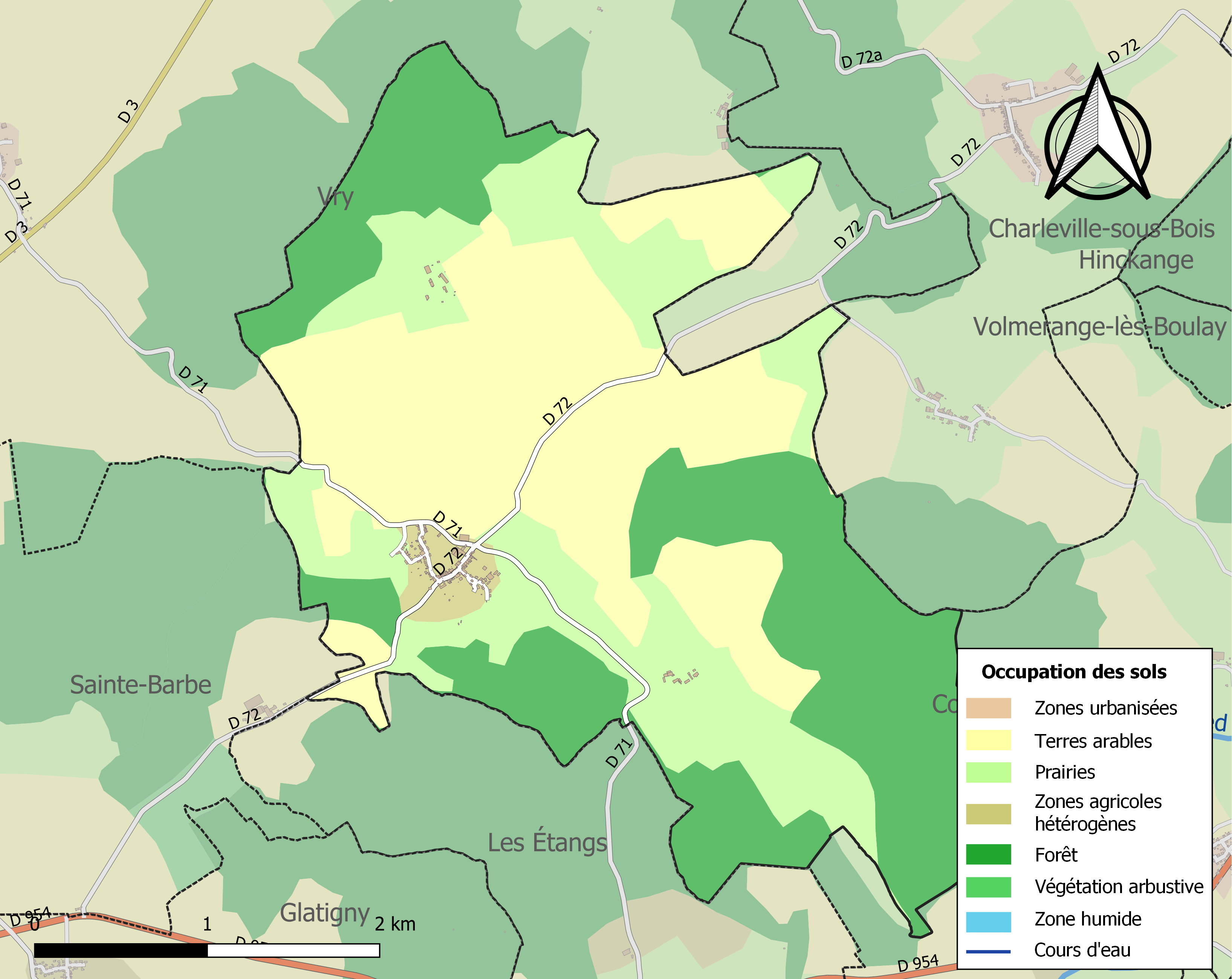
Carte des infrastructures et de l'occupation des sols de la commune en 2018 (CLC).

## Toponymie
- Anciens noms[13] : Herede (1018), Heis (1085 & 1192), Hago (1321), Heiz (1333), Heis / Haiche / Haike et Heltz (XVe siècle), Heisz (1428), Hez (1429), Helz (1470), Hay (1692), Hays (1756), Haye (1793), Hayes (1801).
- En allemand : Haiss[13]. Et Haiß (1871-1918)

## Histoire
- Village du Haut-Chemin, existant depuis le XIIe siècle.
- En 1367, les Messins assiégèrent et détruisirent le château du seigneur Henri de Hayes qui fut fait prisonnier et décapité devant la cathédrale.
- En 1566, le comte Nassau-Sarrebruck acheta la seigneurie de Hayes, au XVIIe siècle, elle fut acquise par le seigneur d'Avancy.
- Était siége d'une cure dépendant de l'archiprêtré de Varize.

## Politique et administration
| Période                                  | Période   | Identité             | Étiquette | Qualité |
| ---------------------------------------- | --------- | -------------------- | --------- | ------- |
| mars 1971                                | mars 2001 | Robert Soubrouillard |           |         |
| mars 2001                                | En cours  | André Keil           |           |         |
| Les données manquantes sont à compléter. |           |                      |           |         |

## Démographie
L'évolution du nombre d'habitants est connue à travers les recensements de la population effectués dans la commune depuis 1793. Pour les communes de moins de 10 000 habitants, une enquête de recensement portant sur toute la population est réalisée tous les cinq ans, les populations de référence des années intermédiaires étant quant à elles estimées par interpolation ou extrapolation. Pour la commune, le premier recensement exhaustif entrant dans le cadre du nouveau dispositif a été réalisé en 2004.

En 2022, la commune comptait 257 habitants, en évolution de +15,25 % par rapport à 2016 (Moselle : +0,52 %, France hors Mayotte : +2,11 %).
| 1793 | 1800 | 1806 | 1821 | 1836 | 1841 | 1861 | 1866 | 1871 |
| ---- | ---- | ---- | ---- | ---- | ---- | ---- | ---- | ---- |
| 353  | 380  | 362  | 312  | 305  | 295  | 297  | 307  | 249  |

| 1875 | 1880 | 1885 | 1890 | 1895 | 1900 | 1905 | 1910 | 1921 |
| ---- | ---- | ---- | ---- | ---- | ---- | ---- | ---- | ---- |
| 252  | 251  | 264  | 247  | 239  | 213  | 213  | 188  | 159  |

| 1926 | 1931 | 1936 | 1946 | 1954 | 1962 | 1968 | 1975 | 1982 |
| ---- | ---- | ---- | ---- | ---- | ---- | ---- | ---- | ---- |
| 182  | 163  | 154  | 145  | 150  | 163  | 153  | 137  | 158  |

| 1990 | 1999 | 2004 | 2006 | 2009 | 2014 | 2019 | 2022 | - |
| ---- | ---- | ---- | ---- | ---- | ---- | ---- | ---- | - |
| 157  | 178  | 168  | 161  | 224  | 224  | 249  | 257  | - |

## Culture locale et patrimoine

### Lieux et monuments
- Château de Hayes XVIe siècle, reconstruit XVIIe siècle : bâtiment rectangulaire encadré de deux courtes ailes basses, grand escalier intérieur et sa cage, trois tours de défense, glacière dans le parc.

L'ensemble des extérieurs bâtis et non bâtis du domaine, ainsi que le grand escalier intérieur avec sa cage dans le château et la glacière dans le parc sont inscrits au titre des monuments historiques par arrêté du 18 novembre 2004.
- Château de Lue XVIIe siècle : façade, parc avec obélisque et glacière inscrits au titre des monuments historiques par arrêté du 2 mars 1981[19] ; chapelle castrale : statues monumentales de saint Benoît et de saint Bernard ; calvaire 1803.
- Manoir de Marivaux à Marivaux.

#### Édifice religieux
- Église Saint-Quentin 1860 néo-romane : plaques funéraires des familles du Plessis d'Argentré, de Lambertye, de Jobal, Couët de Lorry.
- Chapelle du château de Lue XVIIIe siècle,.
- Chapelle sépulcrale Saint-Charles 1840 à Marivaux.

### Galerie

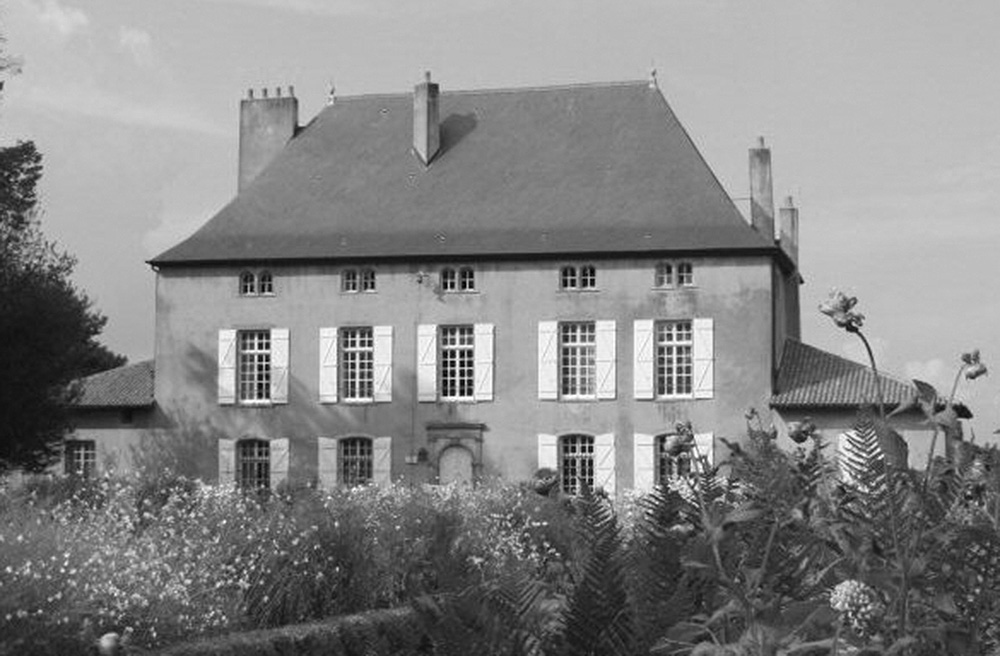
Château de Hayes.
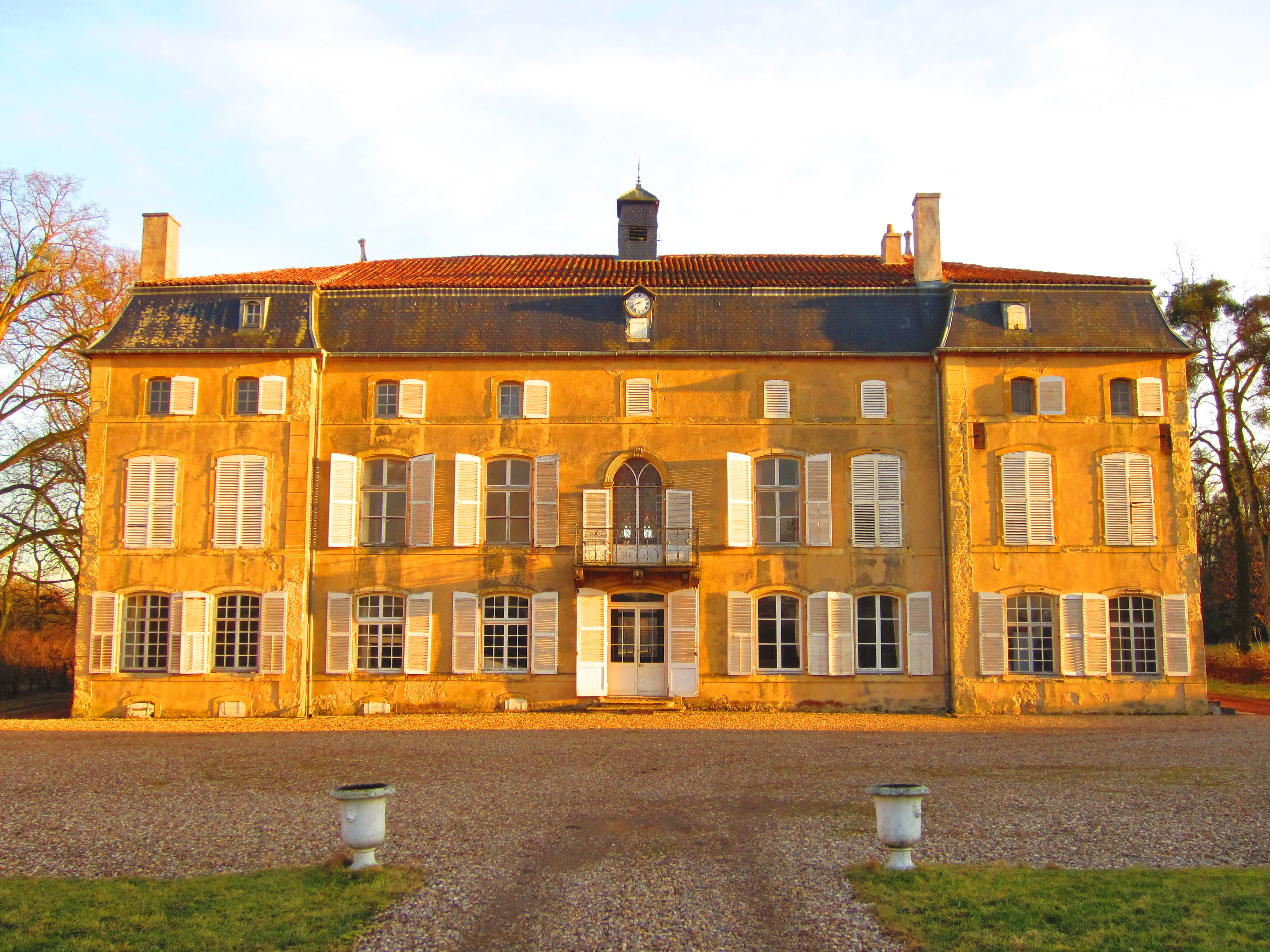
Château de Lue.
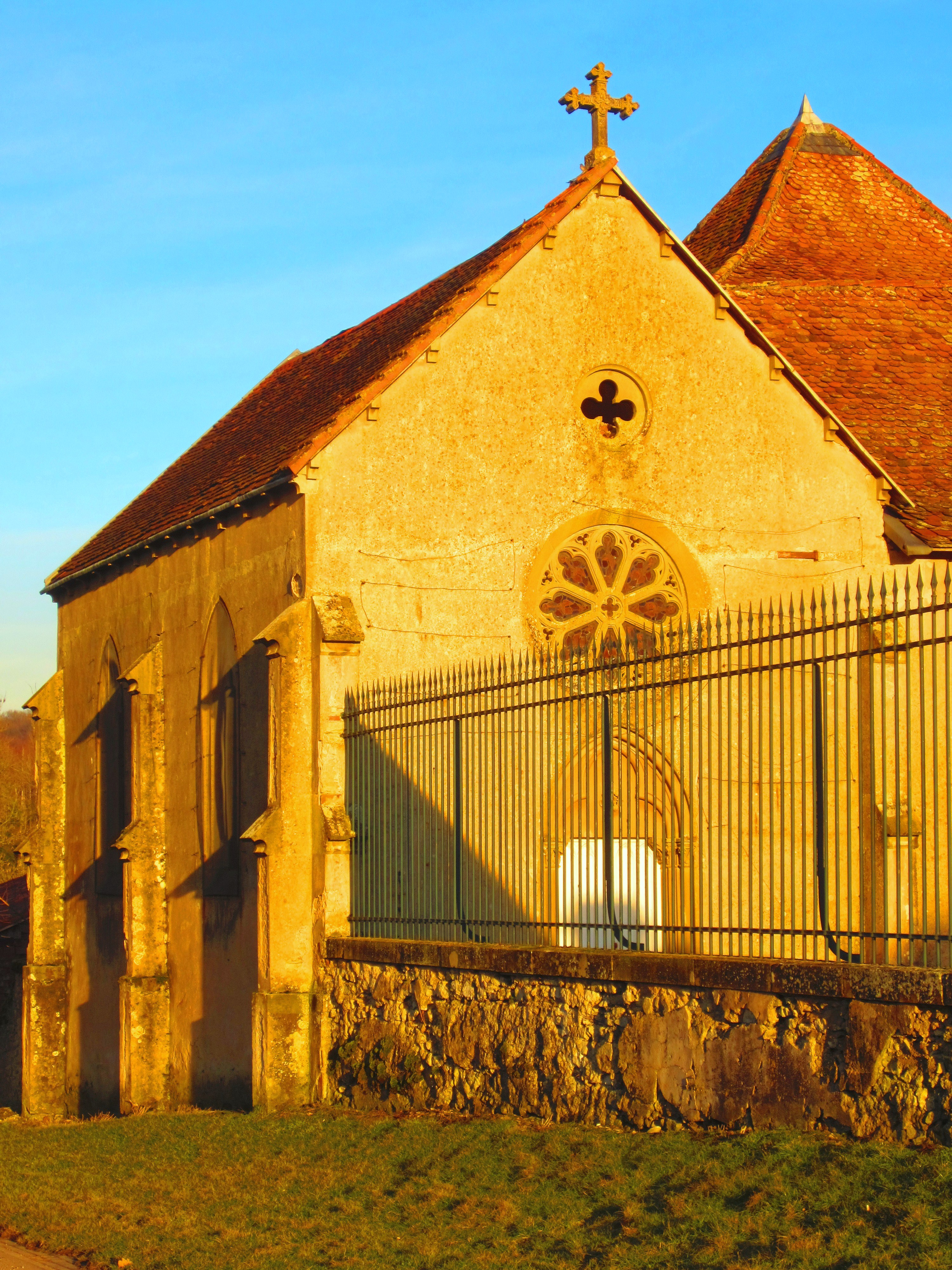
Chapelle castrale de Lue.
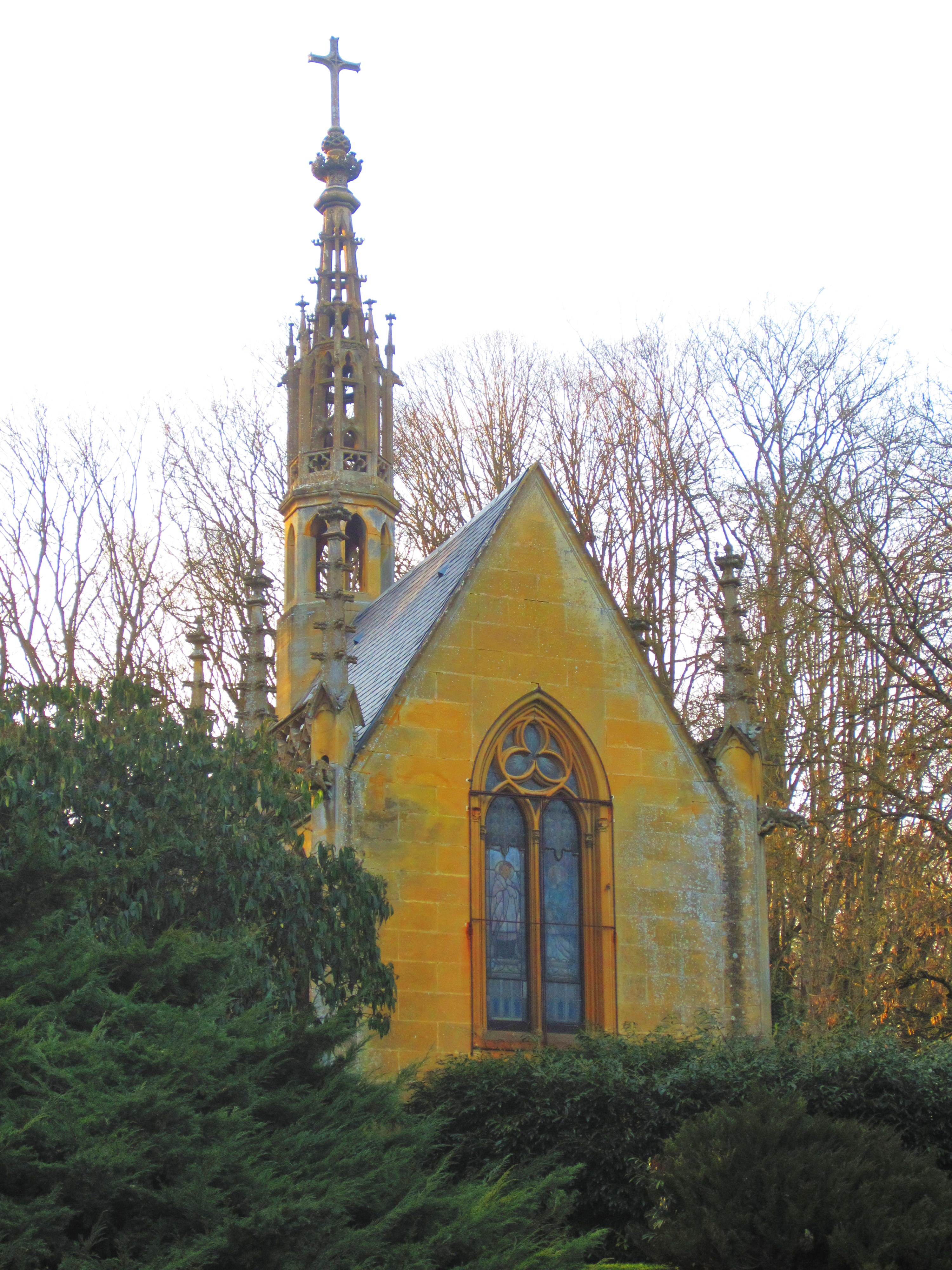
Chapelle sépulcrale à Marivaux.

### Personnalités liées à la commune
- Charles Crosse (1772-1827), sous-inspecteur aux revues de 3e classe, chevalier de la Légion d’honneur (1804), né à Hayes[20].

### Héraldique
| Blason de Hayes | Blason  | D'argent à la fasce fuselée de cinq pièces de gueules. |
| Blason de Hayes | Détails | Le statut officiel du blason reste à déterminer.       |